# Castelo de Saint-Hubert

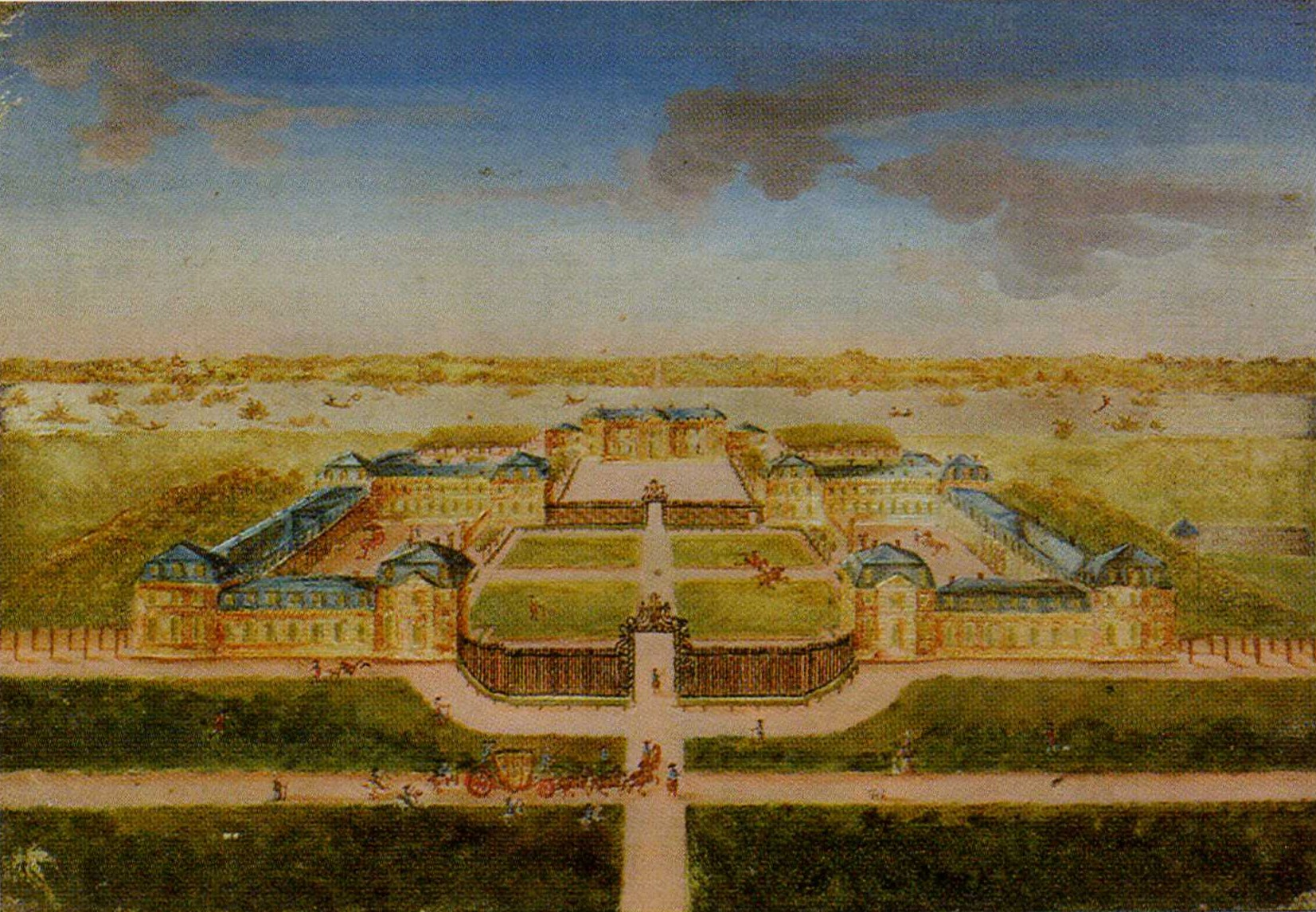
Vista do Château de Saint-Hubert (Vue du château de Saint-Hubert), numa pintura da Escola francesa do século XVIII.

O Château de Saint-Hubert foi um palácio Real francês, construído por ordem de Luís XV em Perray-en-Yvelines (actual departamento de Yvelines).
Luís XV, que gostava de caçar na floresta de Yvelines, decidiu mandar construir um pavilhão de caça junto aos tanques de Pourras, criados por Luís XIV a fim de alimentar de água o parque do Château de Versailles. Confiados a Ange-Jacques Gabriel, os trabalhos desenrolaram-se entre 1755 e 1758.
Originalmente, Saint-Hubert era um simples local de encontro para caçadas, destinado a permitir ao Rei abrigar-se sem ter de solicitar hospitalidade ao seu primo Louis Jean Marie de Bourbon, Duque de Penthièvre, senhor do lugar. Mas, a partir de 1756, antes de os trabalhos estarem terminados, foram decididos aumentos que fariam de Saint-Hubert uma verdadeira residência Real. De seguida, o château não parou de crescer entre 1761 e 1772, para permitir o alojamento da Corte: contava com mais de cento e cinquenta apartamentos.
Para além de um corps de logis (corpo de casas) que podia acolher 25 convidados ilustres, compreendia dois grandes edifícios de serviço de um lado, e do outro um pátio fechado por dois pavilhões de entrada unidos por uma grade. Só o salão, tratado como entrada sobre o tanque, apresentava uma decoração elaborada com estuques pintados, realizados pelo escultor italiano Clerici, e por braços de luz em troféus de caça cinzelados por Caffieri. A decoração foi completada pelos escultores Slodtz, Rousseau, Pigalle, Falconet, Coustou e pelos pintores Bachelier e Carle Van Loo.
Luís XV não cessou de construir em Saint-Hubert até à sua morte, mas Luís XVI, achando o palácio muito exíguo, abandonou-o e acabou por comprar, em Dezembro de 1783, o Château de Rambouillet ao seu primo, o Duque de Penthièvre. Saint-Hubert foi, então, esvaziado e abandoné, caíndo pouco a pouco em ruínas. A partir de 1785, foram demolidas as alas de serviço do adro. O próprio palácio foi demolido em 1855. Actualmente resta apenas um terraço a decrescer sobre o tanque de Pourras.
É possível que um gradeamento do Château des Mesnuls, na vizinhança, colocada em 1795, provenha de Saint-Hubert. Na igreja de Saint-Lubin-et-Saint-Jean, de Rambouillet, encontra-se um quadro proveniente de Saint-Hubert : A Conversão de Saint-Hubert (La conversion de Saint-Hubert), de Carle Van Loo, encomendado em 1758 para a capela do palácio.
Luís XV tinha planeado estabelecer uma pequena cidade em Saint-Hubert. A casas da povoação, de um tipo uniforme, testemunham este projecto que não foi levado ao seu termo.